# デノビュラ人
デノビュラ人(Denobulan)は、アメリカのSFテレビドラマ『スタートレック』シリーズに登場する異星人。

## 星
- デノビュラ人はデノビュラ・トライアクサ星系発祥のヒューマノイド種族。1つしか大陸がない母星におよそ100億人が居住しており、非常に人口密度が高い。

## 身体
- 額から頬の辺りまでを囲む隆起が特徴。
- 顔の筋肉が発達していて、笑うと唇の両端がかなり高くつり上がる。
- 舌は胸まで届くほど長く、手持ちの糸ノコのような器具で表面を擦って手入れをする。
- 足の爪は伸びるのが非常に早い。
- 身体能力が非常に高く、垂直の崖でも何らの装備も無しに楽々と登る事が出来る。
- 基本的に毎日の睡眠は不要で、1年周期で一定期間冬眠する。

## 精神・文化

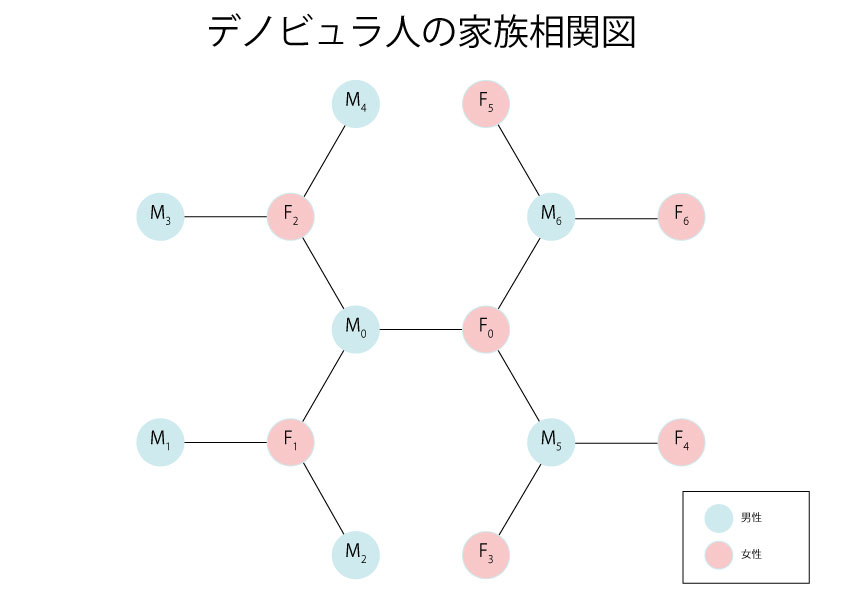
ある男女M0、F0の夫婦を考える。
男性M0は配偶者として女性F0、F1、F2が居る。
女性F0は同様に配偶者に男性M0、M5、M6が居る。
それぞれの配偶者にはまた、３人ずつ配偶者が居る。
際限がないためM0、F0から見て「配偶者の配偶者」までを示す。

- 多夫多妻制の社会で、配偶者を3人まで持つ事が出来る。
- 性については寛容で、既に3人配偶者のある者が配偶者以外の者と性的関係をもつ事も、当事者の合意の上でならば許容される。
- 女性は奔放で積極的なタイプが多いが、男性は慎ましいタイプが多く、むやみに他者と肉体的な接触（体を触れられるなどの軽微な行為も含む）をする事を嫌う。
- 母星は人口密度が高く人がひしめき合って生活しているため社交性が高く話し好きだが、その裏返しで孤独や静寂が苦手である。
- 時間の無駄だからと、食事は喋らずに黙々ととる習慣がある。
- かつては地球の映画に似た娯楽があったが、架空のお芝居を見るよりも現実の人生の方が楽しいと考える人が増えたため、数世紀前に廃れた。

## 歴史
- （年代不明）ルサーリ人とファーストコンタクト。外宇宙知的生命体の存在を初めて確認。
- （19世紀中頃）アンタラン人との戦争が終結。しかし交流はその後およそ3世紀にも渡って途絶。
- （22世紀中頃以前）バイナー人と交流。
- （年代不明）ヴァルカン主催の種族間医療交換計画に参加。
- 2151年　フロックスが地球船NX-01エンタープライズに船医として赴任。

## 代表的なデノビュラ人
- ドクター・フロックス